# Petinomys vordermanni
Petinomys vordermanni — вид гризунів родини Sciuridae. Petinomys vordermanni відомий з розрізнених місць на півдні М'янми, півострова Малайзія та на Борнео і, можливо, на півдні Таїланду; цей вид також зустрічається на островах Белітунг і Галанг (Ріау) біля східної Суматри. Країни мешкання: Бруней, Індонезія, Малайзія, М'янма.
Його описав у 1890 році голландський зоолог Фредерікус Анна Джентінк, який назвав його на честь його першовідкривача, голландського лікаря Адольфа Вордермана.

## Морфологічні особливості
Довжина голови й тулуба становить приблизно 10–12 сантиметрів, а довжина хвоста — приблизно 9–11 сантиметрів. Вона важить приблизно від 35 до 40 грамів. Забарвлення на спині коричневе; особина, спіймана в Малайзії, мала білі плями на спині. Очі виступають на передній частині голови, щоб забезпечити тривимірне бачення.

## Спосіб життя
Живе в основному в первинних тропічних лісах, але також відома на каучукових плантаціях і в болотистих лісах. Є лише кілька даних і спостережень про спосіб життя. Ймовірно, подібно до інших Pteromyini, є суто деревним, здебільшого нічним і харчується рослинами.